# Brian Hayes Currie
Brian Hayes Currie (1961) è un attore, sceneggiatore e produttore cinematografico statunitense.

## Biografia
Brian Hayes Currie ha iniziato a recitare nel 1992 con I moschettieri del 2000. Nel 2006 ha scritto e recitato in Two Tickets to Paradise di D. B. Sweeney. Nel 2018 ha partecipato allo sviluppo della sceneggiatura di Green Book, per il quale, l'anno seguente, ha vinto il Premio Oscar per la miglior sceneggiatura originale insieme a Nick Vallelonga e Peter Farrelly. Il film gli ha valso anche il premio al  miglior film, in quanto produttore.

## Filmografia

### Attore

#### Cinema
- Grey Knight – L'esercito delle tenebre (Grey Knight), regia di George Hickenlooper (1993)
- Per amore e per vendetta (Love, Cheat & Steal), regia diWilliam Curran (1993)
- The Cool Surface, regia di Erik Anjou (1994)
- In the Kingdom of the Blind, the Man with One Eye Is King, regia di Nick Vallelonga (1995)
- Trappola nella notte (Till the End of the Night), regia di Larry Brand (1995)
- Tonto + tonto (Bio-Dome), regia di Jason Bloom (1996)
- Carnosaur 3: Primal Species, regia di Jonathan Winfrey (1996)
- Mai dire ninja (Beverly Hills Ninja), regia di Dennis Dugan (1997)
- Ambizione fatale (The Corporate Ladder), regia di Nick Vallelonga (1997)
- Con Air, regia di Simon West (1997)
- Best Men - Amici per la pelle (Best Men), regia di Tamra Davis (1997)
- Armageddon - Giudizio finale (Armageddon), regia di Michael Bay (1998)
- Io, me & Irene (Me, Myself & Irene), regia di Peter e Bobby Farrelly (2000)
- Fratelli per la pelle (Stuck on You), regia di Peter e Bobby Farrelly (2003)
- L'amore in gioco (Fever Pitch), regia di Peter e Bobby Farrelly (2005)
- Two Tickets to Paradise, regia di D. B. Sweeney (2006)
- Imbattibile (Invincible), regia di Ericson Core (2006)
- Machine, regia di Michael Lazar (2007)
- Cambio di gioco (The Game Plan), regia di Andy Fickman (2007)
- Stiletto, regia di Nick Vallelonga (2008)
- Princess Ka'iulani, regia di Marc Forby (2009)
- McFarland, USA, regia di Niki Caro (2015)
- Green Book, regia di Peter Farrelly (2018)
- Every Last One of Them, regia di Christian Sesma (2021)

#### Televisione
- I moschettieri del 2000 (Ring of the Musketeers), regia di John Paragon - film TV (1992)
- Beautiful (The Bold and the Beautiful) - serie TV, episodio 1x2526 (1997)
- Thunderland, regia di Michael Lazar- film TV (2015)

### Sceneggiatore
- Two Tickets to Paradise, regia di D. B. Sweeney (2006)
- Green Book, regia di Peter Farrelly (2018)
- Una birra al fronte (The Greatest Beer Run Ever), regia di Peter Farrelly (2022)

### Produttore
- Green Book, regia di Peter Farrelly (2018)
- Falling - Storia di un padre (Falling), regia di Viggo Mortensen (2020)

## Riconoscimenti
- Premio Oscar
  - 2019 - Miglior film per Green Book
  - 2019 - Miglior sceneggiatura originale per Green Book
- Golden Globe
  - 2019 - Miglior sceneggiatura per Green Book
- Premi BAFTA
  - 2019 - Candidatura al miglior film per Green Book
  - 2019 - Candidatura alla miglior sceneggiatura originale per Green Book
- Critics' Choice Awards
  - 2019 - Candidatura alla miglior sceneggiatura originale per Green Book